# Yuki Maeda
 (septembre 2024).
Si vous disposez d'ouvrages ou d'articles de référence ou si vous connaissez des sites web de qualité traitant du thème abordé ici, merci de compléter l'article en donnant les références utiles à sa vérifiabilité et en les liant à la section « Notes et références ».
Pour les articles homonymes, voir Maeda.
Yuki Maeda (前田有紀, Maeda Yuki), née le 28 août 1979 à Kōchi (Shikoku, Japon) est une chanteuse d'enka au sein du Hello! Project, qu'elle rejoint en 2003 après avoir débuté en 2000 avec une autre maison de disques. Elle participe aux concerts, spectacles et compilations du H!P, et a été intégrée aux groupes temporaires Salt5 en 2003, et H.P. All Stars en 2004. Elle est transférée hors du H!P en mars 2009, avec toutes les autres "anciennes", et continue ensuite sa carrière au sein de la maison mère Up-Front. Elle se retire en 2012 pour se consacrer à sa famille.

## Discographie

### Albums
1. 9 septembre 2009 : Maeda Yuki Zenkyoku Shū ~Kenchana~ (前田有紀 全曲集 ～ケンチャナ～) (compilation de singles)
2. 23 novembre 2011 : Busan Hatsu ~Kankoku Series Best~ (釜山発 〜韓国シリーズベスト〜) (mini album de reprises en coréen)

### Singles
1. 12 avril 2000 : Naki Usagi (鳴きうさぎ)
2. 1er janvier 2001 : Tokyo You Turn (東京 You ターン)
3. 21 février 2002 : Tokyo, Yoimachigusa (東京, 宵町草)
4. 16 juillet 2003 : Tokyo Kirigirisu (東京きりぎりす)
5. 1er janvier 2004 : Sarasara no Kawa (さらさらの川)
6. 29 septembre 2004 : Nishi Shinjuku de Atta Hito (西新宿で逢ったひと)
7. 26 juillet 2006 : Omae no Namida wo Ore ni Kure (お前の涙を俺にくれ)
8. 26 septembre 2007 : Ai Ai Daiko (相愛太鼓)
9. 25 février 2009 : Kenchana ~Daijōbu~ (ケンチャナ～大丈夫～)
10. 7 avril 2010 : Mianeyo ~Gomen Nasai~  (ミアネヨ～ごめんなさい～).
11. 25 mai 2011 : Busan Hatsu (釜山発)

## Liens
- (ja) Blog officiel
- (ja) Fiche officielle
- (ja) Discographie officielle chez Rice Music